# Accident aeri de Superga
L'accident aeri de Superga fou un accident aeri succeït a les 17:05 hores del 4 de maig de 1949 quan l'avió Fiat G.212 CP que portava en el seu interior la plantilla del Torino FC s'estavellà contra la muralla del terraplè posterior de la Basílica de Superga, als afores de Torí. L'accident es cobrà 31 víctimes mortals, incloent 18 jugadors del mític equip torinès, gran dominador de futbol italià de la dècada dels 40 i aleshores conegut com a Grande Torino.

## Història
L'avió en què viatjava el Torino FC provenia de Lisboa on el Gran Torino havia anat a jugar un partit amistós contra l'SL Benfica en un partit d'homenatge a Xico Ferreira. A l'accident hi perderen la vida tots els jugadors del Gran Torino, considerat un dels millors equips del moment, després d'haver-se imposat en 5 Lligues italianes consecutives, essent 10 dels 11 jugadors de la selecció italiana del moment pertanyents al Gran Torino.
A l'accident hi perderen la vida també els dirigents de l'equip i els seus acompanyants, així com tres dels millors periodistes esportius italians: Renato Casalbore (fundador de Tuttosport), Renato Tosatti (Gazzetta del Popolo) i Luigi Cavallero (La Stampa). L'únic supervivent a la tragèdia fou el jugador Sauro Tomá que tenia el menisc lesionat i no formà part de la delegació.
L'impacte que tingué la tragèdia a Itàlia fou molt fort, i el Torino FC es va proclamar guanyador de la Lliga, ja que els seus rivals, a l'hora d'enfrontar-s'hi, presentaven les formacions juvenils. El dia del funeral mig milió de persones foren a la plaça principal de Torí.
Com a gest de solidaritat, el club River Plate de l'Argentina s'oferí per jugar un partit amistós a benefici dels familiars dels jugadors morts a l'accident, el qual se celebrà el 26 de maig de 1949, contra un combinat de la Serie A. Malgrat l'elevat preu de les entrades, l'estadi s'omplí a vessar.

## Víctimes de l'accident

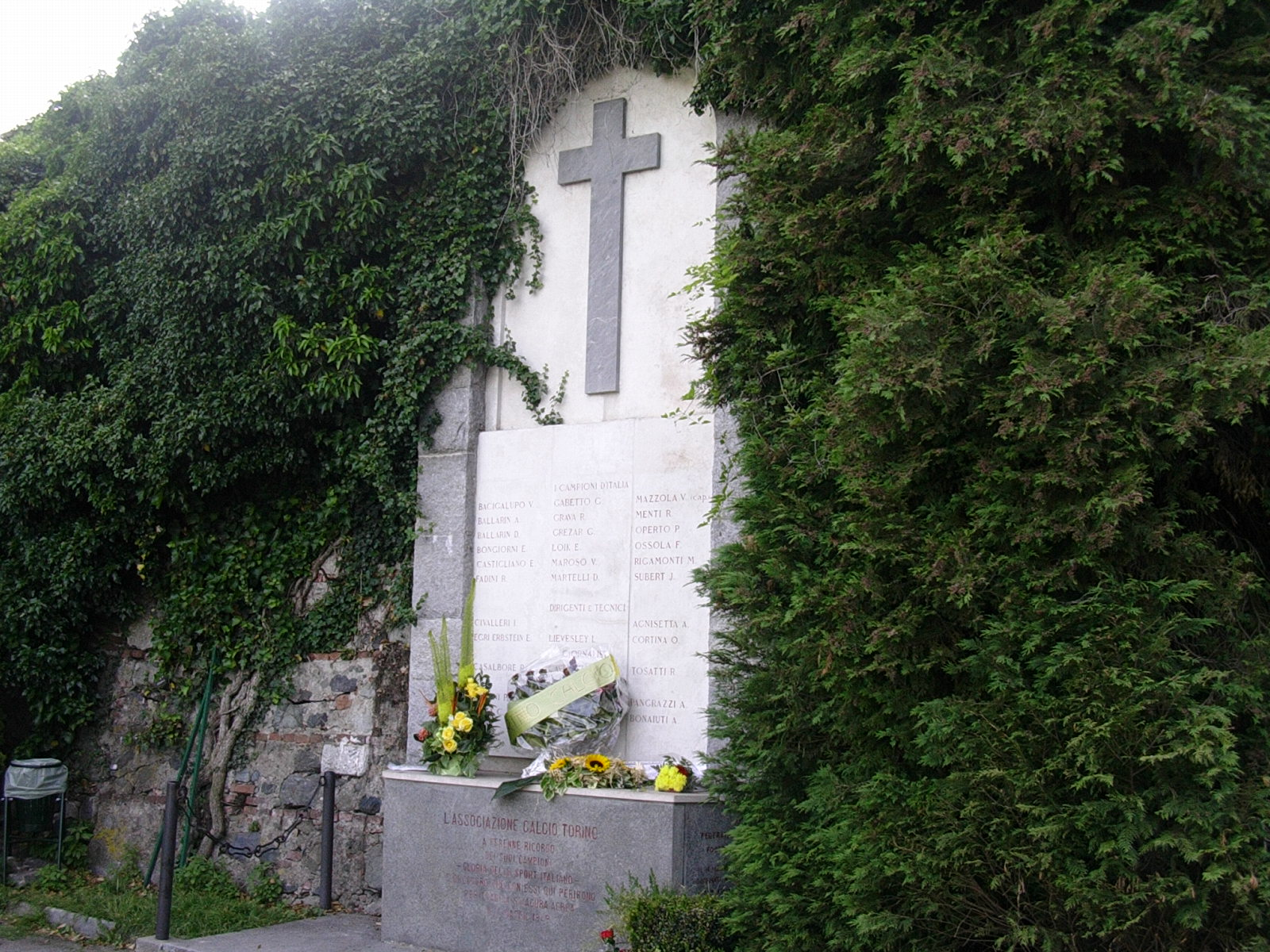
Làpida en homenatge a la plantilla del Torino FC a la Basílica de Superga.

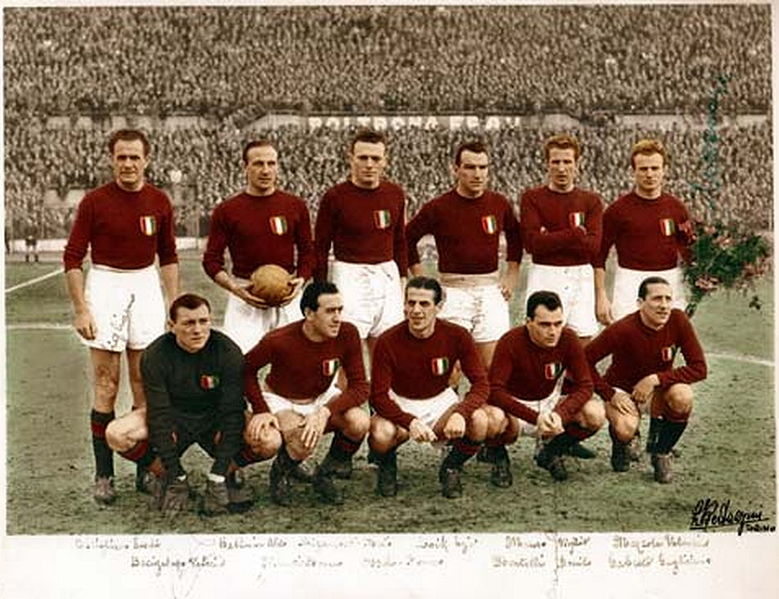
El Grande Torino

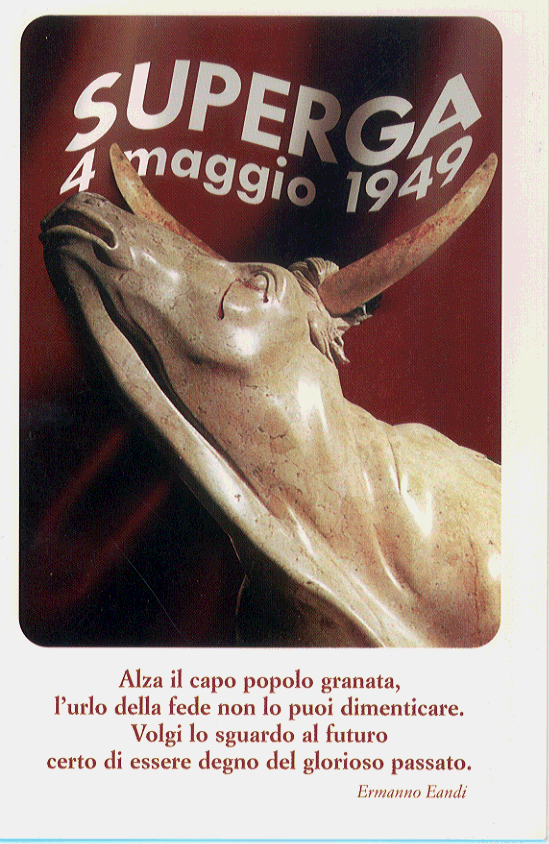
Òpera de E. Eandi creada amb motiu del 50 aniversari de la tragèdia.

### Jugadors
- Valerio Bacigalupo
- Aldo Ballarin
- Dino Ballarin
- Emile Bongiorni
- Eusebio Castigliano
- Rubens Fadini
- Guglielmo Gabetto
- Ruggero Grava
- Giuseppe Grezar
- Ezio Loik
- Virgilio Maroso
- Danilo Martelli
- Valentino Mazzola
- Romeo Menti
- Piero Operto
- Franco Ossola
- Mario Rigamonti
- Giulio Schubert

### Dirigents i cos tècnic
- Arnaldo Agnisetta
- Ippolito Civalleri
- Ottavio Corina
- Egri Erbstein
- Leslie Lievesley

### Periodistes
- Renato Casalbore
- Luigi Cavallero
- Renato Tosatti

### Tripulació i altres
- Cesare Biancardi
- Andrea Bonaiuti
- Celestino D'Inca
- Pierluigi Meroni
- Antonio Pangrazi